# Bazar de Siyob
El Bazar de Siyob  (en uzbeko: Сиёб бозор) también llamado Bazar de Siab, es el bazar más grande de Samarcanda, en el país asiático de Uzbekistán. Todos los productos que constituyen necesidades diarias, como el "pan de Samarcanda", se venden aquí. 
Siyob está situado junto a la mezquita Bibi Khanum, y es visitado no solo por la población local, sino también por los turistas nacionales y extranjeros.